# 바그라다스강 전투 (기원전 49년)
바그라다스 강 전투(이탈리아어: Battaglia di Bagrada)는 기원전 49년 8월 24일에 북아프리카 지역에서 율리우스 카이사르 대 옵티마테스 및 누미디아 왕국 연합군으로 벌어진 전투이다.

## 같이 보기
- 율리우스 카이사르